# Password authentication protocol
Password Authentication Protocol (PAP) je jednoduchý ověřovací protokol. Protokol PAP slouží k autentizaci v protokolu PPP. Autentizační data, která jsou posílána pomocí protokolu PAP, procházejí po síti nešifrovaná a v ASCII podobě. Při útoku na síť a následném odposlouchávání paketů protokolu PPP je relativně jednoduché přečíst přihlašovací údaje klienta.

## Průběh komunikace
Protokol PAP je podobný autentizaci pomocí terminálového dialogu. K ověření klienta proti serveru klient udává své přihlašovací jméno a heslo, které jsou zabalené do paketu protokolu PPP. Server porovná přihlašovací údaje s údaji v interní databázi. Komunikace se skládá zpravidla ze dvou paketů. Klient se autentizuje příkazem Authenticate-Request a server autentizaci potvrdí příkazem Authenticate-Ack, nebo odmítne příkazem Authenticate-Nak.
| Název (anglicky)     | Význam volby                                                                               |
| Authenticate-Request | Paket, kterým začíná komunikace protokolem PAP. Paket má volbu 1 a obsahuje jméno a heslo. |
| Authenticate-Ack     | Autentizace přijata                                                                        |
| Authenticate-Nak     | Autentizace selhala                                                                        |

- Příklad výpisu programu Sledování sítě

```
+ Frame: Base frame properties 
+ PPP: Unknow Frame (0x0)
   
PPPPAP: Authenticate Request

       PPPPAP: Code = Authenticate Request
       PPPPAP  ID = 5 (0x5) 
       PPPPAP  Length = 27 (0x1B) 
       PPPPAP  Peer ID Length = 13 (0xD)
       PPPPAP  Perr ID = Administrator
       PPPPAP  Password Length = 5 (0x5)
       PPPPAP  Password = Heslo           
```

## PAP paket
| Název (anglicky)       | 1 byte   | 1 byte | 2 byte | 1 byte                    | proměnná          | 1 byte                     | proměnná |
| ---------------------- | -------- | ------ | ------ | ------------------------- | ----------------- | -------------------------- | -------- |
| Authentication-request | Code = 1 | ID     | Délka  | Délka uživatelského jména | Uživatelské jméno | Délka přihlašovacího hesla | Heslo    |
| Authentication-ack     | Code = 2 | ID     | Délka  | Délka zprávy              | Uživatelské jméno |                            |          |
| Authentication-nak     | Code = 3 | ID     | Délka  | Délka zprávy              | Uživatelské jméno |                            |          |

- Rámec protokolu PPP s vloženým paketem protokolu PAP (pole Protokol má hodnotu C023 (hex))

| Křídlová značka | Adresa | Řídicí pole | Protokol (C023 (hex)) | DATA | Kontrolní součet | Křídlová značka |
| --------------- | ------ | ----------- | --------------------- | ---- | ---------------- | --------------- |